# Saison 6 de Ghost Adventures
Chronologie
Saison 5 Saison 7
Cet article traite de la sixième saison des reportages de Ghost Adventures, une équipe américaine de chasseurs de fantômes.

## Distribution

### Personnages principaux
- Zak Bagans
- Nick Groff
- Aaron Goodwin

### Personnage récurrent
- Billy Tolley, technicien spécialiste des PVE

## Liste des épisodes

### Épisode 1:Les Tunnels de Portland
- États-Unis :
- France : sur CStar

- Michael Jones, conservateur des tunnels de Portland[1]
- Andrew Guthrie, propriétaire du restaurant le Hobo's[1]
- Bob Chamberlain, de Northwest Paranormal Investigations[2]
- Catherine Duncan, de Trail's End Paranormal
- Keith Bickford, chef de la brigade de lutte contre la traite des êtres humains d'Oregon
- Jeff Ruppel, agent de la brigade de lutte contre la traite des êtres humains d'Oregon

L'enquête se déroule à Portland où Aaron a grandi dans sa jeunesse sans toutefois connaitre le passé des tunnels qui se situent sous cette ville. Dans les années 1850, époque de ruée vers l'or, de nombreux navires de commerce partaient de Portland vers l'Orient cependant certains marins étaient enrôlés de force. C'était le cas au restaurant « Le Hobo's » qui dans ces années-là était un saloon, situé dans un quartier chinois, où sous la complicité des gérants, des capitaines de navires droguaient, servaient beaucoup d'alcool et kidnappaient ces hommes ainsi affaiblis afin de les faire travailler sur leurs bateaux. Toutefois, les historiens n'ont pas encore fait la part entre ce qui relève de la légende et de la vérité. Dans le restaurant, une trappe menait vers une cellule au sous-sol. Pour éviter qu'ils ne s'échappent, les hommes enlevés étaient déchaussés et des éclats de verre étaient étalés au sol. Au sous-sol, des pièces servaient aussi à la prostitution. Un exemple cité est celui de « Nina », une amérindienne enlevée par des trafiquants et vendue au saloon comme prostituée. Elle est morte jetée d'un ascenseur.
Bob Chamberlain, passionné par le paranormal ayant enquêté dans le sous-sol sous le restaurant prétend qu'une brique jetée mystérieusement lui a frôlé la tête. 
Avant leur immersion, Zak, Nick et Aaron passent la soirée dans une voiture de police pour partager le quotidien d'un agent de la brigade de lutte contre la traite des êtres humains d'Oregon car la prostitution règne toujours, notamment sur la 82e avenue à Portland, selon Jeff Ruppel, policier. 

### Épisode 2:Le Manoir Peabody
- États-Unis : 16 mars 2012 sur Travel Channel[6]
- France : sur CStar

- Brendan Schaub[7], boxeur
- Tim Schultz, réalisateur[6]
- Phil Goodstein, écrivain[6]
- Nicole Zotti, témoin oculaire[6]
- Jeff Belanger, documentaliste
- Thomas Jacob Noel, professeur d'histoire

Ce manoir a été construit en 1889 à Denver par le docteur William Riddick Whitehead, médecin malheureux dont beaucoup des patients, des soldats blessés, sont morts. Le docteur Whitehead avait participé dans les années 1850 en tant que chirurgien dans l'armée russe à la guerre de Crimée puis de même dans l'armée confédérée lors de la guerre de Sécession. Plus tard, c'est le gouverneur républicain du Colorado James Peabody qui en a été le propriétaire en 1903. Il était réputé ne pas aimer les travailleurs, faisant notamment tout pour contrer les syndicats de mineurs et les grèves. Une femme raconte qu'une jeune femme aurait été violée et tuée à proximité du manoir par des ouvriers dans les années 1970 et enterrée dans la cave mais Zak n'a rien trouvé pour l'affirmer dans les archives de la ville et archives policières. Il est également relaté qu'une femme nommée « Ella » ou « Eloïse »se serait suicidée dans la demeure, désespérée d'attendre son fiancé. Il est dit aussi que les restaurateurs qui ont tenté de s'installer au manoir Peabody ont tous fait faillite à cause à chaque fois de l'étrange maladresse de leur personnel.

### Épisode 3:L'Hôtel Copper Queen et la maison Oliver
- États-Unis : 23 mars 2012 sur Travel Channel[13]
- France : sur CStar

- Renee Gardner[13], historienne
- Matthew Fink, employé de l'hôtel Copper Queen[13]
- Karen Schenck, serveuse au bar de l'hôtel Copper Queen[13]
- Mariah Castro, employée de l'hôtel Copper Queen[13]
- Patty Hill, propriétaire de la Oliver House[13]

Zak, Nick et Aaron partent pour Bisbee en Arizona afin d'enquêter sur deux lieux où une activité paranormale est signalée. D'une part la maison Oliver où dans le passé des homicides ont eu lieu dont l'un où l'adjoint du sheriff local a assassiné sa femme qui le trompait ainsi que l'amant avec lequel elle était. D'autre part, l'hôtel Copper Queen construit de 1898 à 1902, où selon des histoires on parlerait de la présence de trois fantômes : un homme avec des cheveux longs et une barbe, une prostituée nommée Julia Lowell qui se serait pendue, repoussée par un client de l'hôtel dont elle serait tombée amoureuse; et un enfant prénommé Billy décédé de noyade dans la rivière San Pedro. Le fantôme de Julia Lowell aurait notamment été vue dans la chambre 315.

### Épisode 4:L'Hôtel National
- États-Unis : 30 mars 2012 sur Travel Channel[17]
- France :

- Laraine Sherriff, concierge de l'hôtel National[18],[17]
- Scott Goin, agent de police de Nevada City
- Jason Spillner, sergent de la police de Nevada City[19]
- Kelly Moreno, gérante de la boutique « La cage à esprits »
- Mark Lyon, guide de « Ghost tours » à Nevada City[18],[17]
- Nikko Wu, propriétaire de la brasserie « Stone House »[18]
- Billy Tolley, spécialiste des PVE
- Jamie, gérante de l'hôtel National

Le National Hotel a ouvert en 1857 à Nevada City à l'époque de la ruée vers l'or. Le 14 mai 2007, un drame s'y est déroulé: dans la chambre 80, un trafiquant de drogue du nom de Kevin McClure a préféré se suicider et retourner son arme contre lui plutôt que se rendre aux policiers qui venaient l'interpeller. Cet hôtel est également réputé être hanté : d'une part des clients ont raconté avoir vu une petite fille dans le couloir du second étage, qui jouait soit à la corde à sauter soit faisait du tricycle. D'autre part, dans la chambre 75, une petite fille a dit avoir vu le spectre d'une femme lévitant au-dessus du sol.
Une autre partie de l'enquête se situe sous la brasserie Stone House. Elle fut à l'origine construite en 1850 et une cave fut creusée en 1852 pour garder la bière au frais. Cependant la brasserie fut reconstruite en 1857 à la suite de l'incendie d'une partie du bâtiment l'année précédente. En 1882, des ouvriers rajoutèrent des murs de granite. Bien que cette brasserie ne soit pas réputée hantée, elle se situe au-dessus d'une mine où on prétend qu'au XIXe siècle, des ouvriers chinois ont été victimes d'un éboulement, et le propriétaire de la mine a préféré la faire exploser plutôt que de lancer une opération de sauvetage.

### Épisode 5:Retour à l'hôpital Linda Vista
- États-Unis :
- France : sur CStar

### Épisode 6:La Famille Galka
- États-Unis :
- France : sur CStar

### Épisode 7:L'Hôtel Riviera
- États-Unis : 27 avril 2012 sur Travel Channel[23]
- France : sur CStar

- Billy Tolley[24], spécialiste des PVE
- Denny Griffin, auteur de « The battle for Las Vegas »
- Bruce Westcott, ancien pianiste de Frank Sinatra
- Hollis
- Cecilia Medina, assistante de Ghost Adventures
- Michael Murphy, Légiste comté de Clark
- Jamie Gold[24], champion de poker
- Jay Wasley, ingénieur audio
- Vince Neil[24], chanteur de rock et ancien ami de Frank Sinatra
- Jade Kelsall, miss Nevada 2012
- Rain, compagne de Vince Neil
- Harry, employé depuis 38 ans au Riviera

Cet hôtel de Las Vegas a été construit en 1955 et Frank Sinatra y possédait sa suite personnelle où il organisait notamment des fêtes. Parce-que l'hôtel n'était pas rentable au début, le premier directeur a été remplacé par un autre proche de la mafia de Chicago. La mafia tenait à écarter de l'hôtel tous les perturbateurs, motards par exemple. Des règlements de compte liés à la mafia avaient parfois lieu dans le désert qui entoure Las Vegas. Entre 1993 et 2012, l'hôtel a connu 21 décès, certains liés des infarctus ou crises cardiaques.
Bien que ce ne soit pas un lieu de haute activité paranormale, des employés affirment avoir eu l'impression d'être suivis, qu'une personne invisible leur parlait et deux femmes de ménage ont témoigné avoir reçu du papier toilette jeté à leur pied. 

### Épisode 8:Les Caves de l'enfer- Hellfire's Club
- États-Unis : 13 juillet 2012[26]
- France : sur CStar

- Sir Edward Dashwood[26]
- Vicki Swallow[26]
- Susie Carter, guide touristique
- Barri Ghaï, enquêteur paranormal
- Ciaran O'Keeffe[26], parapsychologue
- Wendy Binks, alias « Lady Snake »[26], nécromancière rencontrée précédemment dans l'épisode de l'auberge du Ram Imn

L'équipe enquête dans les souterrains du Hellfire Club, apparu au XVIIIe siècle. Edward Dashwood est l'un des descendants de Sir Francis Dashwood, l'un des grands maîtres de cette société secrète où des rituels païens et orgies étaient pratiqués. Il est raconté qu'en 1776 qu'une belle serveuse prénommée « Sukie » aurait reçu une fausse lettre dont elle a cru avoir été écrite par un client du club dont elle était amoureuse. Or, cette lettre indiquant un rendez-vous dans les souterrains, était le fait de plaisantins. Une altercation s'en serait suivie et Sukie aurait été tuée par un jet de pierre. 
Depuis, il est raconté que des témoins azuraient vu une femme vêtue d'une robe blanche dans ces caves. Dans ces mêmes souterrains, Vicki Swallow affirme avoir entendu des grognements. Aussi, un client disait avoir senti son lit trembler.

### Épisode 9:Les Mystères de Londres
- États-Unis : 20 juillet 2012[28]
- France : sur CStar

- Sean Mac Millan, témoin
- Kim Mac Millan, tétmoin